# Wabokieshiek
Wabokieshiek (c. 1794 – c. 1841) est un homme-médecine et prophète sauk et winnebago qui joua un rôle clé dans la guerre de Black Hawk en 1832 en encourageant le chef Black Hawk à réoccuper ses terres en Illinois cédées par le traité de Saint-Louis de 1804.

## Biographie
Wabokieshiek est né vers 1794, moitié winnebago et moitié sauk. Principalement connu par les Blancs sous le nom de « Winnebago Prophet », il rassemble dans son village de Prophetstown environ 200 partisans de différentes tribus. Bien qu'il prêche un discours de résistance face à l'empiètement des Blancs sur leur territoire, il ne semble pas avoir approuvé la résistance violente, notamment lors de la guerre des Winnebagos de 1827.
Durant l'hiver 1829-1829, Wabokieshiek reçoit la visite du chef Black Hawk, meneur des Sauks et Mesquakies qui contestent la légitimité du traité de 1804 par lequel ces tribus doivent abandonner leurs terres situées à l'est du Mississippi. Il lui conseille de réoccuper son village et lui assure que s'il reste en paix, l'armée des États-Unis le laissera tranquille. Également convaincu par Neapope (en) qu'il recevra le soutien des Britanniques et d'autres tribus en cas de conflit avec les États-Unis — déclarations qui s'avèrent sans fondement —, Black Hawk traverse le Mississippi au printemps 1832, ce que les États-Unis voient comme une invasion. Wabokieshiek demeure son principal conseiller durant la guerre qui s'ensuit, jusqu'à leur reddition à un groupe de Winnebagos qui les remettent aux autorités américaines le 27 août 1832. Au cours de leur captivité, Black Hawk et Wabokieshiek rencontrent le président Andrew Jackson à Washington puis sont envoyés au fort Monroe en Virginie avant d'être libérés le 4 juin 1833.
Ayant perdu de son prestige, Wabokieshiek poursuit sa vie dans l'ombre, au sein des Winnebagos et meurt parmi eux vers 1841.